# انسان سازنده
انسان سازنده (نام علمی: Homo faber) (در زبان لاتین faber به معنای " انسان سازنده") این مفهوم بدین معنی است که این انسان می‌توانست سرنوشت خود و محیط خود را در نتیجه استفاده از ابزار کنترل کنند.

## خاستگاه عبارت
در ادبیات لاتین، Appius Claudius Caecus در Sententiæ خود از این اصطلاح استفاده می‌کند و به توانایی انسان برای کنترل سرنوشت خود و آنچه که پیرامون او را دربر می‌گیرد اشاره می‌کند: Homo faber suae quisque fortunae ("هر انسان ساختهٔ سرنوشت خود است").
در بحث‌های مردم‌شناسی قدیمی‌تر، هومو فابر به‌عنوان «مرد کارگر» با هومو لودنس یا «انسان بازیگر» که به سرگرمی‌ها، شوخ‌طبعی و اوقات فراغت می‌پردازد، هم‌دوره بوده‌است. همچنین در کتاب جورج کوبلر، شکل زمان، به عنوان اشاره‌ای به افرادی که آثار هنری می‌آفریند، استفاده شده‌است.

## کاربرد نوین
هومو فابر suae quisque fortunae کلاسیک توسط انسان‌گرایان در قرن چهاردهم «بازکشف» شد و در رنسانس ایتالیا در مرکزیت بود.
در قرن بیستم، ماکس شلر و هانا آرنت بار دیگر مفهوم فلسفی را محور قرار دادند.
هانری برگسون همچنین به این مفهوم در تکامل خلاق (۱۹۰۷) اشاره کرد و هوش را به معنای اصلی آن به عنوان «توانایی ایجاد ابزار مصنوعی، به ویژه ابزارهایی برای ساخت ابزار، و تغییر نامحدود ساخت آن» تعریف کرد.
هومو فابر عنوان رمانی تأثیرگذار از نویسنده سوئیسی ماکس فریش است که در سال ۱۹۵۷ منتشر شد.